# Аномальная жара в России (2010)
Анома́льная жара́ 2010 го́да в Росси́и — продолжительный период аномально жаркой погоды в России в последней декаде июня — первой половине августа 2010 года. Стала одной из причин массовых пожаров, сопровождавшихся небывалым смогом в ряде городов и регионов. Привела к экономическому и экологическому ущербу. По своему размаху, продолжительности и по степени последствий жара не имела аналогов за более чем вековую историю наблюдений погоды. Глава Росгидромета Александр Фролов, основываясь на данных озёрных отложений, заявил, что такого жаркого лета в России не было со времён Рюрика, то есть более 1000 лет. По оценке главы Гидрометцентра России Романа Вильфанда, подобной жары, возможно, не случалось 5000 лет.

## Причина аномалии
Причиной аномально высокой температуры воздуха, установившейся на столь длительный срок, является так называемый «блокирующий антициклон» — обширный малоподвижный длительно существующий антициклон, который не пропускает другие воздушные массы на занимаемую им территорию. Вообще преобладание антициклонального режима погоды началось ещё в январе, из-за чего год начался с крепких и продолжительных морозов, особенно в Европейской части России. Но весной из-за пониженной облачности и дефицита осадков воздух быстро прогревался. В итоге уже май был существенно теплее нормы, хотя и не стал рекордным. А установившись во второй декаде июня на юге России и Восточной Украине, антициклон сначала вызвал там небывалую жару, а к началу июля распространился и на средние широты России, закачивая раскалённый воздух из пустынь Туркменистана. Необычно длительный срок существования этого антициклона, который продержался более двух месяцев, а также преобладание юго-восточного ветра и привели к длительному разогреву воздуха до рекордных значений, особенно на Европейской части территории России.
В конце августа 2010 года NOAA опубликовала черновой вариант отчёта о причине тепловой волны в России, в частности отчёт подтверждает антициклонический блокинг, и в нём отмечено, что прямой связи между «блокирующим» антициклоном и глобальным потеплением провести не удастся.

## Рекорды года
Хотя год запомнился в основном рекордами тепла, в Москве он начался с продолжительных и крепких, но не рекордных морозов в январе-феврале и абсолютного рекорда снежного покрова в конце февраля.
В приведённой ниже таблице представлен список абсолютных максимумов температуры по крупным городам России, которые были установлены в 2010 году.
Самая высокая температура в крупном городе в России была зафиксировала в Тамбове (28 июля) и Волгограде (1 августа), и составила в обоих случаях +41,1 °C.
| Город           | Метеостанция            | Максимальная температура, °C | Дата установления                                |
| --------------- | ----------------------- | ---------------------------- | ------------------------------------------------ |
| Белгород        | городская               | 39,0                         | 5 августа 2010; 8 августа 2010; 10 августа 2010. |
| Благовещенск    | городская               | 39,4                         | 25 июня 2010                                     |
| Брянск          | городская               | 38,4                         | 8 августа 2010                                   |
| Владимир        | городская               | 37,1                         | 24 июля 2010                                     |
| Волгоград       | городская               | 41,1                         | 1 августа 2010                                   |
| Вологда         | городская               | 36,4                         | 6 августа 2010                                   |
| Воронеж         | городская               | 40,5                         | 2 августа 2010                                   |
| Вятские Поляны  | Кировский гидрометцентр | 40,0                         | 1 августа 2010                                   |
| Иваново         | городская               | 36,9                         | 26 июля 2010                                     |
| Ижевск          | городская               | 37,0                         | 24 июля 2010                                     |
| Йошкар-Ола      | городская               | 39,1                         | 1 августа 2010                                   |
| Казань          | городская               | 39,0                         | 1 августа 2010                                   |
| Калуга          | городская               | 38,4                         | 6 августа 2010                                   |
| Киров           | Кировский               | 36,6                         | 30 июля 2010                                     |
| Кострома        | городская               | 37,1                         | 29 июля 2010                                     |
| Котлас          | городская               | 35,5                         | 30 июля 2010                                     |
| Курск           | городская               | 38,8                         | 8 августа 2010                                   |
| Липецк          | городская               | 40,7                         | 2 августа 2010                                   |
| Москва          | ВВЦ                     | 38,2                         | 29 июля 2010                                     |
| Москва          | Балчуг                  | 39,0                         | 29 июля 2010                                     |
| Моршанск        | городская               | 41,0                         | 28 июля 2010                                     |
| Нижний Новгород | городская               | 38,3                         | 30 июля 2010                                     |
| Оймякон         | городская               | 34,6                         | 28 июля 2010                                     |
| Орёл            | городская               | 39,5                         | 5 августа 2010                                   |
| Пенза           | городская               | 41,0                         | 3 августа 2010                                   |
| Рыбинск         | городская               | 37,2                         | 29 июля 2010                                     |
| Петрозаводск    | городская               | 33,9                         | 14 июля 2010                                     |
| Рязань          | городская               | 39,5                         | 6 августа 2010                                   |
| Ростов-на-Дону  | городская               | 40,1                         | 1 августа 2010                                   |
| Самара          | городская               | 40,4                         | 30 июля 2010                                     |
| Санкт-Петербург | городская               | 37,1                         | 7 августа 2010                                   |
| Саратов         | городская               | 40.9                         | 2 августа 2010                                   |
| Саранск         | городская               | 39,4                         | 2 августа 2010                                   |
| Слободской      | городская               | 40.2                         | 1 августа 2010                                   |
| Смоленск        | городская               | 37,2                         | 6 августа 2010                                   |
| Тамбов          | городская               | 41,1                         | 28 июля 2010                                     |
| Тверь           | городская               | 38,8                         | 7 августа 2010                                   |
| Тула            | городская               | 39,2                         | 6 августа 2010                                   |
| Ульяновск       | городская               | 39,3                         | 2 августа 2010                                   |
| Унеча           | городская               | 39,8                         | 9 августа 2010                                   |
| Чебоксары       | городская               | 39,9                         | 1 августа 2010                                   |
| Ярославль       | городская               | 36,0                         | 26 июля 2010                                     |

### Рекорды июля
Июль 2010 года был не только небывало жарким во всей средней полосе России в отдельные дни, но и в целом, месяцу во многих городах не было равных в истории и по средней температуре.
Характерной чертой является исключительной величины плюсовая аномалия, которая в среднем составляла 6—7 °C выше нормы. Предыдущие самые тёплые июли перекрывались в некоторых городах на огромные величины, в некоторых городах превышающие 3 °C. Притом они были перекрыты не только во всей средней полосе европейской территории России, но и на юге и севере. В то время как в разных городах этого региона разные самые тёплые июли принадлежали разным годам. Наибольшие же температурные аномалии были в средней полосе европейской территории России.
Другой особенностью являлась жестокая засуха в средней полосе: так, в некоторых городах июль 2010 года сумел стать и самым сухим в истории. Это стало причиной высыхания растительности, и как следствие, вызвало сильнейшие пожары.
| Город           | Год предыдущего самого тёплого июля и его температура, °C | Температура июля 2010 года, °C | Аномалия от климатической нормы (превышение предыдущего самого тёплого июля) |
| --------------- | --------------------------------------------------------- | ------------------------------ | ---------------------------------------------------------------------------- |
| Александров Гай | 1954 (27,7)                                               | 29,2                           | 5,4 (1,5)                                                                    |
| Астрахань       | 1931 (28,3)                                               | 29,1                           | 4,0 (0,8)                                                                    |
| Владимир        | 2001 (22,3)                                               | 25,0                           | 7,0 (2,7)                                                                    |
| Волгоград       | 2002 (26,8)                                               | 28,2                           | 5,4 (1,4)                                                                    |
| Вологда         | 1972 (20,8)                                               | 23,0                           | 6,0 (2,2)                                                                    |
| Воронеж         | 1938 (24,9)                                               | 26,4                           | 6,7 (1,5)                                                                    |
| Казань          | 1890 (24,0)                                               | 26,0                           | 6,3 (2,0)                                                                    |
| Кострома        | 1938 (22,5)                                               | 24,6                           | 6,6 (2,1)                                                                    |
| Краснодар       | 2001 (26,8)                                               | 26,8                           | 3,7 (0,0; рекорд повторён)                                                   |
| Курск           | 1936 (24,8)                                               | 25,8                           | 7,2 (1,0)                                                                    |
| Махачкала       | 1883 (26,9)                                               | 27,2                           | 2,5 (0,3)                                                                    |
| Москва          | 2001 (23,0)                                               | 26,1                           | 7,7 (3,1)                                                                    |
| Нижний Новгород | 1938 (22,9)                                               | 25,6                           | 6,9 (2,7)                                                                    |
| Орёл            | 2001 (23,5)                                               | 25,5                           | 7,2 (2,0)                                                                    |
| Пенза           | 1981 (22,6)                                               | 25,9                           | 6,7 (3,3)                                                                    |
| Петрозаводск    | 2001 (20,0)                                               | 22,3                           | 5,9 (2,3)                                                                    |
| Псков           | 2001 (22,0)                                               | 23,2                           | 5,6 (1,2)                                                                    |
| Рыбинск         | 2001 (22,0)                                               | 24,0                           | 5,7 (2,0)                                                                    |
| Самара          | 1954 (24,5)                                               | 26,3                           | 5,4 (1,8)                                                                    |
| Саратов         | 1954 (25,9)                                               | 27,6                           | 5,4 (1,7)                                                                    |
| Санкт-Петербург | 1972 (22,1)                                               | 24,4                           | 6,3 (2,3)                                                                    |
| Смоленск        | 2001 (22,3)                                               | 22,8                           | 5,7 (0,5)                                                                    |
| Тамбов          | 1938 (24,8)                                               | 26,8                           | 7,1 (2,0)                                                                    |
| Тверь           | 2001 (22,3)                                               | 24,8                           | 7,1 (2,5)                                                                    |
| Тула            | 2001 (23,1)                                               | 25,4                           | 7,0 (2,3)                                                                    |
| Элиста          | 2012 (28,1)                                               | 32,1                           | 7,0 (2,3)                                                                    |

По данным Национального управления США океанических и атмосферных исследований (NOAA), среднемесячная приземная температура воздуха в целом на планете Земля в июле составила +16,5. Выше она была только в 1998 году; тот год до недавних пор удерживал лидерство и по средним температурам за период с января по июль. Ныне лидером стал 2010 год: за 7 месяцев средняя температура составила 14,5 градусов, впервые за всю историю метеонаблюдений.

### Рекорды августа
Как и июль, август 2010 года стал во многих городах рекордно жарким. В отличие от июля, жара была и в Западной Сибири, хотя и не столь продолжительная, чтобы август в западносибирских городах стал самым тёплым в истории.
Первая половина августа 2010 года (точнее, первая декада) также характеризовалась небывалой силы жарой, которая в некоторых местах приближалась к 45-градусной отметке. Жара охватила огромную территорию, не были ей подвластны лишь приполярные и полярные территории на Европейской части России.
Спадать жара начала только после того, как блокирующий антициклон начал распадаться. Произошло это приблизительно в течение 15—18 августа. Распаду способствовала и повышенная активность фронтов, но всё же главным фактором стал естественный процесс уменьшения длины светового дня и приближения осени. После распада антициклона вторгся с севера арктический воздух, который сменился спустя несколько дней небольшой ремиссией жары. К концу августа же температура во многих городах севера и центра России упала местами ниже нормы на 5 градусов, что не везде позволило августу 2010 года стать самым жарким в истории. До более южных районов холодный воздух дошёл не везде, и там август 2010 года стал самым жарким в истории. Прохождение холодного воздуха сопровождалось шквалом, грозой, что привело к примеру, к оставлению значительной части Белгородской области без электричества.
Август характеризовался и очень сильной засухой, почти все осадки выпадали только после распада блокирующего антициклона.
| Город           | Год предыдущего самого тёплого августа и его температура, °C | Температура августа 2010 года, °C | Аномалия от климатической нормы (превышение предыдущего самого тёплого августа) |
| --------------- | ------------------------------------------------------------ | --------------------------------- | ------------------------------------------------------------------------------- |
| Александров Гай | 2007 (27,2)                                                  | 27,4                              | 5,8 (0,2)                                                                       |
| Астрахань       | 2007 (27,3)                                                  | 27,3                              | 3,9 (0,0; рекорд повторён)                                                      |
| Владимир        | 2007 (20,4)                                                  | 20,7                              | 4,8 (0,3)                                                                       |
| Волгоград       | 2007 (27,5)                                                  | 27,8                              | 6,5 (0,3)                                                                       |
| Воронеж         | 1972 (25,0)                                                  | 25,4                              | 7,0 (0,4)                                                                       |
| Краснодар       | 2006 (27,1)                                                  | 27,7                              | 5,2 (0,6)                                                                       |
| Курск           | 1929 (23,2)                                                  | 25,0                              | 7,3 (1,8)                                                                       |
| Махачкала       | 2006 (26,8)                                                  | 26,8                              | 2,7 (0,0; рекорд повторён)                                                      |
| Москва          | 1938 (21,7)                                                  | 21,7                              | 5,4 (1,7) (0,0; рекорд повторён по м/с ТСХА), (-0,9; ниже рекорда по м/с МГУ)   |
| Орёл            | 2007 (21,4)                                                  | 23,7                              | 6,8 (2,3)                                                                       |
| Пенза           | 2007 (22,2)                                                  | 23,1                              | 6,0 (0,9)                                                                       |
| Ростов-на-Дону  | 2007 (27.0)                                                  | 27,5                              | 5,6 (0,5)                                                                       |
| Рыбинск         | 1974 (18,9)                                                  | 18,9                              | 3,1 (0,0; рекорд повторён)                                                      |
| Самара          | 1972 (23,9)                                                  | 24,1                              | 5,5 (0,2)                                                                       |
| Саратов         | 1972 (25,8)                                                  | 26,6                              | 6,4 (0,8)                                                                       |
| Тула            | 2007 (20,1)                                                  | 22,5                              | 6,2 (2,4)                                                                       |
| Псков           | 1938 (19,6)                                                  | 19,6                              | 3,8 (0,0; рекорд повторён).                                                     |

### Начало осени 2010 года
В начале сентября 2010 на юге России произошёл кратковременный вынос прогретой воздушной массы из Средней Азии в тёплом секторе циклона. Этот процесс характерен для климата этого региона. Причина была связана не с блокирующим антициклоном, который разрушился двумя неделями ранее, а с обширным циклоном, центр которого находился над Украиной. Температура в некоторых пунктах достигла 41,5 °C (п. Эльтон, Волгоградская область).
Жара сопровождалась сильным ветром, местами — пыльной бурей. Скорость ветра в отдельных пунктах достигала при порывах 28 м/с. Это вызвало локальные сильные степные, а местами и лесные пожары.
На Юге Западной Сибири в период с 27 августа по 8 сентября также наблюдался вынос жаркого воздуха из Средней Азии. Это привело к установлению аномально жаркой для этого времени года погоды (Новосибирская область — до 34 °С, на юге Алтайского края — до 37, а на юге Омской области до 39) в сочетании с сильными суховеями (скорость ветра до 30 м/с), что вызвало чрезвычайную пожарную опасность. В результате 8 сентября в Алтайский край пришёл сильный трансграничный верховой лесной пожар из Казахстана, скорость которого на отдельных участках достигала 100 км/ч. Огонь почти полностью уничтожил село Николаевка и несколько домов в пос. Бастан Михайловского района. Сильные лесные пожары в эти дни наблюдались также в Каменском, Шелаболихинском, Петропавловском, Быстроистокском и Солонешенском районах Алтайского края.
В то же время в Центральной России жара до осени не затянулась. Как и положено, с третьей декады августа погода здесь взяла курс на сезонное похолодание, начались продолжительные дожди. Наиболее холодными и ненастными выдались последние дни лета. 29 августа максимальная дневная температура в Москве составила всего +10 °С (норма для середины октября). В ночь на 31 августа столбики термометров в некоторых районах Москвы показали только +2 °С — это самая низкая температура, отмеченная за ушедшее лето.
Сентябрь в центральных районах России также не поразил рекордами температуры, выдавшись в целом достаточно заурядным. Хотя первый месяц осени 2010 и был в итоге теплее нормы на 1 градус, «бабьего лета» в Московском регионе не было, случались лишь отдельные тёплые дни. В ночь на 30 сентября в столице отмечены первые в осенне-зимнем сезоне заморозки — до минус 4 градусов.

## Засухи в прошлые годы
В XX веке схожая погодная ситуация наблюдалась в 1938 году, когда были установлены многие абсолютные рекорды, и наиболее схожая — в 1972 году, когда на Европейскую часть России обрушилась не только длительная жара, но и жестокая засуха, подобная той, что наблюдалась в 2010 году. Однако аномалия в июле 1972 года (для Москвы) составила 4 °C, тогда как в июле 2010 года было зафиксировано превышение среднемесячной температуры на 7,7 °C. Тем не менее, климатологи отмечают очень большое сходство 2010 года с 1972 годом.
Очень жарким был и 1920 год, когда знойная погода стояла около месяца. Именно рекорд 7 августа 1920 года почти 90 лет был официально зарегистрированным максимумом температуры в Москве. Следующий год был памятен тяжелейшей засухой в Поволжье и на Украине, которая вызвала Голод в Поволжье 1921—1922.
Исторически засушливые и жаркие годы были в разное время, как в СССР, так и в Российской Империи. Однако за 120 лет метеонаблюдений не было зафиксировано ни одного случая столь долгого существования антициклона, способствовавшего возникновению аномально высоких температур.
Жестокая жара и засухи отмечались в XIV веке, и в меньшей степени — в XV веке.
Серия небывалых засух отмечалась в 1360-е — 1370-е годы, что было зафиксировано летописцами в разных городах: «Знамение в солнце черно, акы гвозди, а мгла велика стояла со два месяца». К примеру, засуха 1364 года была настолько жестока, что вызвала пересыхание всех мелких рек и болот, а также спровоцировала масштабные пожары в лесах и на торфяниках.
В 1368 году сильнейшая жара привела к тому, что «погибли все рыбы в реках», а на протяжении всего лета наблюдалась мгла. Однако самым беспощадным, по-видимому, было лето 1370 года, когда, как отмечали летописцы, небывалая жара вызвала массовый падёж зверей и птиц.
Жестокая жара и засуха были и в 1373 году. За лето, по данным летописцев, не упало ни капли осадков.

## Ситуация в некоторых регионах России
Воздух прогревался в некоторых регионах выше 40 °C (норма для Саудовской Аравии, Сахары, Индии), 12 июля зарегистрирована максимальная за всю историю метеонаблюдений в России температура воздуха — 45,4 °C (метеостанция Утта, Калмыкия). Жара вызвала давно не испытывавшуюся страною пожароопасную и медицинскую ситуацию, засуху, которой не наблюдалось уже почти 40 лет и вызвавшую гибель как минимум 10 млн га посевных площадей из 48 засеянных (14 регионов, среди которых Татарстан, Башкортостан, Волгоградская, Оренбургская, Саратовская, Самарская области) Аномальная жара резко подняла продажи охлаждающих напитков, мороженого, вентиляторов и кондиционеров.
«Подготовка» к «аномальной» летней жаре 2010 года началась аномально тёплой осенью 2009 и весной 2010 года.
Российскими и мировыми учёными высказываются предположения, что «аномальная» по нынешним меркам жара скоро станет нормальной для страны, как и «аномальные» холода и прочие «необычные» природные явления.

### Алтайский край
На фоне аномальной жары на Европейской части территории России в июле — начале августа на Юге Западной Сибири держалась аномально холодная для этого времени года погода. В иные дни температура опускалась до отметки +10 °С. В период с 30 июня по 27 июля в Алтайском крае ни в один из дней температура не поднималась выше отметки +30 °С. Ситуация кардинально переменилась в период с 3 августа по 13 сентября. На территорию Алтайского края и в южные районы соседних областей через территорию Казахстана пришёл горячий антициклон, обусловивший аномально высокие для указанного времени года температуры. Ситуацию усугубляли холодные циклоны, проходившие по северным районам Сибири. Их зоны пониженного давления вызывали вынос раскалённого воздуха из Средней Азии на территорию Алтайского края, Новосибирской и Омской областей. Указанные процессы сопровождались повышением температуры воздуха свыше +35 °С и сильными (а на юге Алтайского края — ураганными) ветрами. Эти факторы привели к сильной засухе, вызывавшей пересыхание сельскохозяйственных культур в период их созревания и уборки, и лесным пожарам.

### Воронежская область
Лето 2010 запомнилось в Воронеже сильнейшей в Европейской части России жарой, пик которой составил 40,5 °C (2 августа 2010). Эта температура стала абсолютным годовым рекордом — никогда ещё такая высокая температура не фиксировалась в Воронеже (данные городской метеостанции за период с 1918 года). 10 августа 2010 был установлен также абсолютный рекорд среднесуточной температуры — 31,4 °C. Осадков в июне и в июле выпало значительно меньше нормы. Из-за жестокой засухи Воронежская область сильно пострадала от лесных пожаров. 29 июля 2010 года пожар перекинулся на окрестности Воронежа. В городском посёлке Масловка сгорело 140 дворов. Самые сильные лесные пожары разразились 29 — 30 июля, всего же за эти дни было установлено 20 очагов возгорания, площадь пожаров составляла более 3 тыс. га.
В результате серии лесных пожаров близ Воронежа погибло 6 человек, пострадало 439, без крова осталось 556 человек. В городском микрорайоне Масловка полностью выгорели две улицы; были эвакуированы детские лагеря; временно была перекрыта автотрасса «Дон»; серьёзно пострадали базы отдыха в Кожевенном кордоне и на берегу реки Усмань.
Кроме того, сам Кожевенный кордон выгорел дотла. В итоге пожар уничтожил лес в Рамонском и Новоусманском районах.
В борьбе с пожарами участвовала и авиатехника: пожарные вертолёты и самолёты.
29 июля на Большом воронежском форуме прошла идея добровольцев для тушения пожаров в городе и районов вокруг города.
В начале августа на сайте «Единой России» и «Молодой гвардии» была опубликована фотография, на которой активисты этих партий якобы тушили лесной пожар. 4 августа блогер Иван Симочкин, ознакомившись с метаданными файла, пришёл к выводу, что снимок был сделан ещё в 2008 году, а в 2010, сразу перед публикацией, он был отредактирован при помощи программы Adobe Photoshop.

### Карелия
Южная и центральная части Карелии оказались в зоне экстремально высоких температур в числе первых. В столице Карелии Петрозаводске июль стал самым тёплым за всю историю наблюдений. Петрозаводск одним из первых крупных городов России обновил абсолютный исторический максимум. 14 июля температура достигла +33,9 °C. Необычно сухая и жаркая погода резко повысила пожарную опасность в северной республике, значительная часть территории которой покрыта лесом.

### МоскваиМосковская область
Из-за аномальной жары в столичном регионе ухудшилась экологическая обстановка, некоторые люди задыхались во сне. На востоке и юго-востоке Московской области активизировались торфяные и лесные пожары. Впервые запах гари москвичи почувствовали рано утром 19 июля. В тот день превышения нормы содержания загрязняющих веществ были отмечены в Братеево, на Варшавском шоссе и Нагорной улице. В большинстве городов Московской области также отмечался повышенный уровень загрязнения воздушного бассейна. Это Коломна, Воскресенск, Клин, Серпухов и Мытищи.
Дожди прошли в Москве 20 июля и 24 июля. На востоке и юго-востоке столицы штормовой ветер повалил свыше 3 тыс. деревьев. На улице Уткина тополь упал на жилой дом, в нескольких квартирах были выбиты окна. Сильный ветер стал причиной падения башенного крана на Золотой улице на автомашину. Некоторые улицы оказались подтоплёнными. Шквалистый ветер и дождь принёс атмосферный фронт, через несколько часов он покинул Москву. На следующий день жара вернулась в столицу.
В последнюю неделю июля жара резко усилилась: 28 июля стали самыми тёплыми сутками за всю историю метеонаблюдений и первыми в климатической истории сутками со среднесуточной температурой выше 30 °C. 29 июля абсолютный рекорд был преодолён, температура достигла 38,2 °C. Впервые в истории наблюдений среднесуточная температура превысила 30 °C, причём дважды (28 и 29 июля). Лишь 30 июля из-за вторжения более прохладного воздуха с запада, на трое суток наступило кратковременное «похолодание» — температура днём не превышала +33,2 °C, и концентрация смога ненадолго снизилась. Средняя температура июля составила 26,1 °C, что на 2,8 °C выше предыдущего рекорда (июль 1938) и на 7,9 °C выше нормы, что для тёплого времени года беспрецедентно. Новая норма июля за 1981—2010 годы составляет теперь 19,2 °C, что на 1 °C выше нормы 1971—2000 годов.
Из-за усиления жары ухудшилась ситуация с лесными и торфяными пожарами. 26 июля Москву во второй раз за лето окутал смог, на этот раз гораздо более сильный. С этого момента запах гари и мгла на две с лишним недели стали постоянными признаками московской погоды. Также в этот день был зафиксирован абсолютный максимум — +37,5 °С. Но 29 июля и он был преодолён — +38,2 °С.
29 июля из-за пожара почти полностью сгорела деревня Моховое.
Из-за смога снизился солнечный прогрев, максимум года уже не был достигнут. Но череда суточных рекордов продолжилась. 2 августа был установлен очередной, тринадцатый за лето, рекорд и превышен на 0,1 °C абсолютный максимум августа, датированный 7 августа 1920 года; со 2 августа он был равен 36,9 °C. 3 и 4 августа также были перекрыты рекорды соответствующих дней, причём 4 августа снова был побит абсолютный рекорд августа. Новый рекорд составлял 37,2 °C, причём в третий раз в истории и за лето среднесуточная температура составила 30,2 °C, что на 12,4 °C выше нормы. 5 августа рекорд был достигнут уже в 11 утра — 32,7 °C. В полдень метеостанция ВВЦ зафиксировала 34,4 °C, что явилось новым, четвёртым в августе и шестнадцатым за лето, рекордом дня. В 16 часов температура достигла 36,2 °C, а в 17 ч — 36,6 °C. В течение следующей ночи столбик термометра опустился всего до 26,4 °C, и такая температура стала самой высокой минимальной температурой за сутки в истории, никогда раньше ночи не были такими тёплыми.
Днём 6 августа к 17 часам воздух прогрелся до 37,3 °C, что явилось новым абсолютным рекордом августа и перекрыло рекорд для этого дня за весь срок наблюдений, начиная с 1879 года. Этот рекорд стал семнадцатым суточным рекордом максимальной температуры за лето 2010 года. Восемнадцатый рекорд состоялся 8 августа: +36,0 °C. 9 августа рекорд был побит уже в 13 часов (+33,3 °C), а в 14:00 температура составила +34,2 °C, в 15:00 — +34,9 °C, в 16:00 — +35,2 °C, в 17:00 — +35,5 °C. 10 августа рекорд для соответствующих суток перекрыт вновь: температура поднялась к 17 часам до +34,1 °C. Средняя температура первой десятидневки августа составила +28,2 °C, что является абсолютным рекордом для десятидневки (предыдущий рекорд — для одиннадцатидневки с 21 по 31 июля — был поставлен в предыдущей десятидневке и составил + 28,1 °C).
15 августа был побит самый «слабый» рекорд: для этого числа вместо +30,5 °C (2007 год) верхняя планка составляет +31,0 °C, и всё равно это самый низкий максимальный суточный рекорд августа. За первые 15 дней августа средняя температура составила +27,2 °C. Последний, десятый в августе и двадцать второй за лето, рекорд установлен в среду, 18 августа: 12:00 — +30,6 °C, 13:00 — +32,5 °C (в 2008 — +31,2 °C), 14:00 — +32,7 °C, 15:00 — +33,0 °C, в итоге новый рекорд оказался равен +33,2 °C. Всего за лето в Москве было 44 дня с температурой воздуха выше 30 °C (норма — 4 дня), из них 33 — подряд (с 14 июля по 15 августа). В течение 15 дней температура превышала 35 °C(норма — 1 день в 4 года). Из них 8 дней — непрерывно (с 22 по 29 июля). В самые жаркие дни, 28-29 июля и 4 августа, среднесуточная температура превышала 30 °C (норма — 18,5 °C). В начале августа температура воды в Москве-реке повысилась до +29 °C — выше, чем на черноморских курортах.
Вечером в четверг, 5 августа, в Москве прошли локальные дожди, а над северными районами города пронёсся шквал: были повалены сотни деревьев. Как только дождь прекратился, столицу снова начало заволакивать дымом; к утру 6 августа город был сильно задымлён.
Лишь 10 августа направление ветра сменилось, и экологическая ситуация в столице начала постепенно улучшаться. В последующие дни смог и запах гари больше не беспокоили москвичей. Более того, с началом второй декады августа температура воздуха в Московском регионе начала медленно, но устойчиво понижаться. Окончательно жара покинула Москву и Московскую область 19 августа, когда огромный блокирующий антициклон наконец-то начал уходить на восток, а на его место пришёл атмосферный фронт с похолоданием и ливнями. В последующие дни дневная температура уже редко поднималась выше 20 градусов, заметно холоднее стали ночи, начались регулярные дожди. Аномальное московское лето 2010 года наконец закончилось.
Всего за лето 2010 года установлено 22 суточных температурных рекорда, два рекорда месяца и абсолютный рекорд, из них два в июне, десять в июле (а также месячный и абсолютный(+38,2 °C), плюс абсолютный рекорд среднесуточной температуры (+30,8 °C) и абсолютный рекорд минимальной (ночной) температуры (+26,0 °C)) и десять в августе (а также месячный и абсолютные максимальные рекорды максимальной (дневной)(+37,3 °C) температуры).
Дневная температура в Москве превышала 30 градусов 33 дня подряд (с 14 июля по 15 августа).29 июля выгорела деревня Моховое.
Август с большой вероятностью станет самым жарким в истории наблюдений (предыдущий рекорд пока также за 1938 годом, он равен +21,7 °C), для этого надо, чтобы средняя температура последней десятидневки была не ниже +13 °C. Лето 2010 года уже стало самым жарким за всю историю метеонаблюдений с 1879 года.
За осень 2010 года уже установлено 5 температурных рекордов.

### Мордовия
Эта небольшая республика, расположенная примерно посередине между Москвой и Волгой, стала одним из эпицентров пожаров на Европейской территории России. Здесь огонь уничтожил огромные массивы лесов, в том числе сильно пострадал Мордовский заповедник им. Смидовича на северо-западе региона. С большим трудом удалось остановить огонь на подходе к Всероссийскому ядерному центру в городе Сарове, расположенному на границе Мордовии и Нижегородской области. 25 июля целиком выгорел посёлок Свеженькая на крайнем западе республики.

### Нижегородская область
Нижегородская область — одна из наиболее пострадавших в результате аномальной жары. Нижний Новгород почти регулярно заволакивает дымом от пожаров. Огнём охвачены большие площади в Выксунском районе, сгорел ряд деревень (в том числе Верхняя Верея), погибли 14 человек. 30 июля на место пожара прибыли премьер-министр Владимир Путин, губернатор Нижегородской области Валерий Шанцев и глава МЧС Сергей Шойгу. Всем пострадавшим обещана материальная помощь в размере 200 тыс. рублей на человека, также глава Правительства пообещал восстановить дома к зиме и наказать виновных из числа чиновников местной администрации.
Помимо пожаров, аномальная жара проявилась в катастрофической засухе. Точных данных об ущербе, причинённом засухой сельскому хозяйству области, нет. Помимо засухи, по Семёновскому р-ну Нижегородской области прошёл шквалистый ветер со смерчем.

### Новгородская область
В Великом Новгороде рекорды жары уже откатились к сороковым годам. Далеко не во всех офисах есть кондиционеры, поэтому приходилось сокращать рабочий день: раньше уходили домой судебные приставы и работники арбитражного суда. Родителям рекомендовали пораньше забирать детей из детских садов.

### Омская область
В Омской области лето выдалось нежарким. Средняя температура июля составила всего +17,8 градусов,однако август выдался немного теплее обычного, а 31 августа была зафиксирована самая высокая температура за лето 2010 года в Омске +35,9 градусов.

### Орловская область
За июль 2010 года в Орле последовательно было побито 11 температурных суточных рекордов подряд: первый 13 июля, последний 23 июля. 17 июля 2010 года был установлен абсолютный рекорд за всю историю метеонаблюдений в городе (36,0 °C). В течение месяца этот рекорд был трижды повторён (20, 21 и 22 июля) и побит 25 июля.
В итоге Орёл стал городом, где за один месяц было перекрыто больше половины всех существовавших максимальных рекордов.
25 июля в городе была зафиксирована температура 37,0 °C, которая в свою очередь тоже стала новым рекордом года и повторилась на следующий день. Этот годовой максимум в дальнейшем был неоднократно побит — 27 июля столбики термометров зафиксировали температуру равную 38,1 °C, а на следующий день 38,7 °C. Аномалия составила 12,6 °C, а средняя температура превысила 30 °C.
Рекордная жара и сильная засуха погубили значительную часть урожая, в результате чего его уборку начали за две недели до плановой даты. Некоторые хозяйства области приняли решение проводить сбор урожая в тёмное время суток, когда температура опускалась до более комфортных значений.
Август 2010 года начался с новых температурных рекордов. В первый день месяца сразу же был побит рекорд августа: 37,9 °C, а 2 августа был в очередной раз превзойдён абсолютный рекорд температуры, который составил 39,0 °C. В ночь на 1 августа всю область, включая областной центр, заволокло дымом от пожаров в Воронежской и Московской областях, что помешало значительному естественному ночному выхолаживанию воздуха и стало одной из причин столь высоких температур днём. С 1:00 до 10:00 абсолютная видимость в Орле не превышала 10 м.
C 1 по 13 августа максимальная температура не опускалась ниже 35 °C, а в день города 5 августа она составила 39,5 °C, что стало абсолютным максимумом за всю историю метеонаблюдений в Орле. Кроме того, был превзойдён рекорд июля по количеству последовательно побитых суточных максимумов подряд, на этот раз новые рекорды фиксировались каждый день в течение 15 суток (с 31 июля по 14 августа).
Также в регионе долгое время наблюдалась задымленность от пожаров в соседних областях, а запах гари в воздухе наблюдался вплоть до конца августа.

### Псковская область
За лето 2010 года в области было до 10 дней с максимальными температурами 35-37°С. Был побит на 0,2 градуса рекорд температуры 1940 года.

### Санкт-ПетербургиЛенинградская область
В Санкт-Петербурге от жары треснула Башня Мира — архитектурное сооружение из стекла с внутренней и наружной подсветкой, открытое в 2003 году.
То, что Башня мира, установленная на Сенной площади Петербурга, неожиданно пошла трещинами, первыми заметили прохожие. Позже эксперты подтвердили: длинная продольная трещина пересекает три стеклянных блока этого сооружения. Также в плачевном состоянии постамент стелы: часть гранитных плит уже откололась, другие могут развалиться в ближайшем будущем — между ними имеются трещины толщиной в палец.
Июль в городе имеет все шансы стать самым тёплым в истории, имея среднюю температуру 23,9 °C (пока самым тёплым в городе считается июль 1972 года). 15 июля жара достигла 33,1 °C, и хотя это не был рекорд дня, два раза были обновлены суточные максимумы (7 и 22 июля). 26 июля был перекрыт июльский максимум и до годового максимума не хватило всего 0,1 °C.
9 июля около 18:30 в пригороде Санкт-Петербурга Колпино во время грозы возник смерч, нехарактерное явление для столь северных широт. Вихрь прошёлся по автостоянке, где перевернул автомобиль ВАЗ 2109 и повредил ещё 6 автомобилей, повалил несколько деревьев и оборвал высоковольтные провода.
28 июля установлен новый абсолютный годовой климатический рекорд — 35,3 °C (предыдущий был установлен 12 лет назад 14 июня 1998 года и составлял 34,6 °C).
В ночь с 29 на 30 июля в городе и области наблюдался активный грозовой фронт. В 7 районах Ленобласти (Тихвинский, Бокситогорский, Волховский, Кировский, Всеволожский, Приозерский, Киришский) ураганный ветер в сопровождении двух смерчей сломал и повалил опоры линий электропередач, в результате прошли веерные отключения электроснабжения. Ремонтные работы осложнялись тем, что автомобильные дороги были загромождены поваленными деревьями. Из-за нарушения энергоснабжения на тяговых подстанциях Октябрьской железной дороги было остановлено движение электропоездов на участках Волховстрой — Тешемля, Мга — Паша, Чудово — Пороги; движение электричек на участке Сосново — Кузнечное было организовано на тепловозной тяге. В большинстве районов области наблюдались перебои с мобильной связью.
В результате падения деревьев погибло по крайней мере 18 человек, пострадало не менее 14 человек. Были повреждены (либо разрушены или подняты в воздух) различные объекты инфраструктуры. По предположительным оценкам всего в регионе было повалено около 2 млн м³ деревьев, что составляет четверть годовой нормы заготовки леса в Ленобласти.
После грозы жара на некоторое время спала, но снова вернулась уже 4 августа. 4 августа 2010 года была зафиксирована температура в 34,3 °C, обновив максимум августа.
И уже 7 августа был установлен новый абсолютный годовой температурный рекорд — 37,1 °C.
А 8 августа среднесуточная температура в городе впервые превысила +30 °C за всю историю наблюдений, составив +30,1 °C. В тот же день заволокло дымом, но ненадолго. С приходом атмосферного фронта с запада жара постепенно ослабла, а 11 августа уже днём было нежарко, но всё ещё выше нормы.
После сильного ветра 14 августа погода вернулась к характерным для петербургского августа параметрам.

### Сахалинская область
Летом температура воды в Охотском море обычно не поднимается выше 12 °C, лёд полностью тает только к концу июня. Однако в 2010 году вода достаточно прогрелась, и купание здесь стало массовым. В заливе Анива на юге Сахалина, где нормальные летние температуры воды и так составляют 23—24 °C, а таяние льда завершается в конце апреля, вода прогрелась до 28—29 °C, а местами даже до 30—31 °C. В Южно-Сахалинске ночные температуры почти не опускались ниже 21 °C (норма 17 °C), а дневные достигали отметки в 32—33 °C при норме 25 °C. Многократно увеличились обмороки у пожилых людей, только за период аномалии в больницах оказалось более 4500 человек. Жарче всего было в Тымовской долине (центр острова), где днём температура поднималась до 37 °C при норме 26 °C (посёлок Тымовское), но несмотря на дневной зной, ночью было очень прохладно (10—11 °C, местами 7—8 °C). Сильного смога на Сахалине не отмечалось, однако близ Южно-Сахалинска было несколько очагов лесных пожаров, что стало причиной густого дыма в городе и близлежащих населённых пунктах ночью и утром 21—22 августа с 23:00 и приблизительно до 11:00. На Южных Курилах температура превышала норму на 10—15 °C. Так в Южно-Курильске, где довольно прохладный климат, была зафиксирована температура +29 °C, что выше нормы на 13 °C.
Жара не коснулась только Северных Курил, где днём было всего лишь 14—15 °C и шли моросящие дожди.
Также аномально тёплым в области выдался декабрь, в Южно-Сахалинске 3 декабря потеплело до +7,4 °С, весь снег растаял, но рекорд в +8,4 °C, зафиксированный в 1958 году побить не удалось. На протяжении нескольких следующих дней регулярно фиксировались плюсовые температуры, снега в Южно-Сахалинске не было, а 5 декабря местами зацвела верба. Первый снежный покров образовался только утром 12 декабря.

### Татарстан
Несмотря на то, что количество лесных пожаров на территории Татарстана было незначительно, во многих районах наблюдался смог, принесённый ветром из соседних регионов (лесистые Марий Эл и Нижегородская область). Кроме последствий, общих для страны в целом, наблюдалось аномально сильное понижение уровня Куйбышевского водохранилища, крайне негативно сказавшееся на качестве питьевой воды и навигации. Отступившая вода обнажила остатки населённых пунктов и коммуникаций, находившихся под водой более полувека. Полное восстановление уровня воды в водохранилище произошло только к 2012 году.

### Тверская область
В первую декаду августа в Твери наблюдался сильный смог, в частности 8 августа в разгар дня в центре города с набережной Волги было не видно противоположного берега. Смог также наблюдался в западных районах области (в частности в Пеновском и Осташковском районах).

### Тульская область
В Туле число вызовов скорой помощи по сравнению с июнем увеличилось на порядок. Основные проблемы у людей возникали с давлением, сердцем и от тепловых ударов.
21 июля 2010 года в Туле был поставлен новый исторический абсолютный максимум за всё время метеонаблюдений — 35,5 °C. Предыдущий максимум был равен 34,8 °C и был установлен 8 июля 1998 года. Но и этот рекорд долго не стоял, и его сменил гораздо более «горячий» рекорд 25 июля, который составил 37,5 °C. На следующий день и этот рекорд не устоял, абсолютный максимум Тулы стал равен 38,0 °C (больше максимума 1998 года на 3,2 °C). Прежний суточный рекорд был перекрыт сразу на 10 °C. 28 июля 2010 года в Туле было зафиксировано 39,0 °C, сделав эту цифру новым годовым рекордом.
6 августа после серии перекрытых суточных максимумов, температура в городе поднялась до +39,2 °C (кроме чудом уцелевшего рекорда 5-го августа), что перекрыло августовский и годовой, установленный 28 июля 2010 года максимум.

### Ярославская область
В середине июля температура в области приблизилась к 38 °C.
По разным данным сельхозпроизводители Ярославской области уже к 15 июля потеряли от 30 до 50 % будущего урожая картофеля, зерна и других культур. В Ростовском, Переславском, Борисоглебском, Угличском и Брейтовском районах ожидается почвенная засуха. В середине июля священнослужители начали молебны о даровании дождя.
Некоторые ярославские заводы перешли на ночные смены, так как в дневные часы в цехах люди падали в обморок.
На 8 июля в области было зафиксировано 47 лесных пожаров общей площадью почти 100 га; чрезвычайный 5-й класс опасности объявлен в 12 районах.

## Последствия
- Масштабные природные пожары в России.
- Предварительная оценка ущерба экономике России от жары на начало августа 2010 — 15 миллиардов долларов. Речь идёт только о прямых убытках и краткосрочных последствиях[92].
- С середины августа до конца 2010 года правительство России запретило экспорт пшеницы, ржи и ячменя.
- В конце августа из магазинов исчезла гречневая крупа, выросли цены на хлеб, крупы, молоко, мясо птицы.
- По данным Министерства здравоохранения и социального развития в регионах, попавших в зону аномальной жары и лесных пожаров, выросла смертность населения. Рост смертности в июле 2010 года по сравнению с тем же месяцем предыдущего года составил во Владимирской области 18,4 %, в Ивановской области — 18,3 %, в Московской и Тульской областях — по 17,3 %, в Татарстане — 16,6 %, в Рязанской области — 13,5 %, в Ульяновской области — 13 %, в Тамбовской области — 11,1 %. Пиковое значение — прирост на 50,7 % — отмечен в Москве[93]. Согласно заявлению главы Департамента здравоохранения Москвы А. Сельцовскому, во время жары число смертей в Москве увеличилось вдвое: «В обычные дни умирает 360—380 человек в день, а сейчас — около 700. Летальность у нас подскочила в два раза»[94]. До того главный санитарный врач России Геннадий Онищенко заявлял, что «слухи о резком росте смертности из-за жары и смога не имеют под собой объективной основы»[95].
- Аномальная жара летом 2010 года унесла жизни по меньшей мере 56 тыс. россиян[96].
- В сентябре 2010 года президент РФ Дмитрий Медведев заявил о необходимости восстановления разрушенной системы мелиорации: «К сожалению, система мелиорации, которая была создана в советский период, деградировала, была разрушена. Нам нужно будет её сейчас воссоздавать»[97]. Медведев поручил правительству России разработать соответствующий комплекс мер, отметив: «Если засушливый период продолжится, то нам без мелиорации просто не выжить»[98]. Президент Казахстана Нурсултан Назарбаев предложил российскому лидеру Дмитрию Медведеву вернуться к проекту переброски потоков сибирских рек в южные регионы России и Казахстан, обсуждавшемуся ещё в советское время: «в перспективе, Дмитрий Анатольевич, эта проблема может оказаться очень большой, необходимой для обеспечения питьевой водой всего Центрально-Азиатского региона». Медведев заметил, что Россия открыта к обсуждению различных вариантов решения проблемы засухи, включая «некоторые прежние идеи, которые в какой-то момент были спрятаны под сукном»[99].
- Из-за засухи и жары существенно пострадали не только сельскохозяйственные угодия, но и парковые насаждения, травы, кустарники, и просто лиственные леса, которые не приспособлены на столь продолжительное воздействие высокой температуры воздуха. Особенно сильно пострадали каштаны. Полностью обгорев, они повторно распустились и зацвели примерно в начале второй декады сентября, когда похолодало[100]. Зацвели не только каштаны, но и сирень, черёмуха, а в Подмосковье — даже яблоня[101].

- Засохшая каштановая аллея в парке, июль
- Засохшие деревья, август
- Голуби купаются при +42 °С

## Другие погодные аномалии
В 2010 году список погодных аномалий в Москве не исчерпывался одним только теплом. В феврале случился рекордный снегопад, который продолжался четверо суток, высота снежного покрова достигла абсолютной величины в 67 сантиметров. А 1 декабря температура не дотянула до рекорда холода всего половины градуса. Учитывая, что 11 ноября был зафиксирован абсолютный максимум ноября (+14,5 °C), перепад температуры за 20 дней составил 38,2 градуса Цельсия.
В других городах в начале зимы тоже были отмечены рекорды, как холода так и тепла. В начале зимы в Ульяновске рекорд дня был перекрыт почти на 3 градуса Цельсия.
В Воркуте же летом 2010 года был лишь один тёплый день, и то до обеда. Жители так и не дождались тепла, хотя всего в паре сотен километров была аномальная жара.

## Альтернативные теории

### Версия глобального потепления
Общий рост земной температуры мог внести дополнительный «вклад» в аномалию.

## Отражение в культуре
Аномальная жара 2010 года в определённом роде повлияла и на культурную жизнь страны. В частности, мотив жары чётко прослеживается в литературе — как в поэзии, так и в прозе.
Жаре и лесным пожарам 2010 года посвящены песни:
- Ночные Грузчики — Лето 2010-го
- Коrsика — Воздуха нет
- Томас — Август 2010
- МакSим — Дождь
- Noize MC — Лето в столице

Аномальная жара 2010 отражена в повести Родиона Вереска «Будущее в прошедшем» (опубликована в журнале «Сибирские огни», № 8 за 2012 год). Главная героиня — начальник метеостанции.